# Oswald Dietz
Oswald Dietz (27 de maio de 1823 em Wiesbaden - 9 de março, em Cincinnati) foi um combatente pela liberdade alemão e engenheiro e político germano-americano.
Ele tornou-se um arquitecto e participou na revolução alemã de 1848-1849. Quando a revolta alemã foi reprimida, Dietz fugiu para Londres. Oswald Dietz tornou-se membro do grupo proletário sectário August Willich - Karl Schapper dentro da Liga Comunista. Oswald Diest também participou na Guerra Civil nos Estados Unidos da América. Dietz morreu em 1898.